# Факултет „Автоматика“
Факултет „Автоматика“ е основно звено в Техническия университет в София.
Структурата му включва 5 катедри:
- „Автоматизация на електрозадвижванията“
- „Автоматизация на непрекъснатите производства“
- „Електроизмервателна техника“
- „Системи и управление“
- „Теоретична електротехника“

Факултетът обучава кадри по специалност „Автоматика, информационна и управляваща техника“ с профили „Биоелектроинженерство“, „Робототехнически системи“, „Системи и управление“, „Информационна измервателна техника“, „Електрозадвижване и автоматизация на машини“, „Индустриална управляваща техника“.